# على الطاير (مسرحية)
على الطاير , مسرحية كوميدية تتكلم عن أوضاع الكرة الخليجية ومشاكل الإدارات والاتحادات .

## فريق العمل

### تمثيل
| الممثل               | الشخصية    |
| -------------------- | ---------- |
| عبد الحسين عبد الرضا | بوسامي     |
| فخرية خميس           | أم القباقب |
| زهرة عرفات           | لمياء      |
| أحمد السلمان         | سهيل       |
| ناصر محمد            |            |